# Canal+ 2
Canal+ 2 era um canal de televisão espanhol por subscrição com uma programação generalista baseada em séries, documentários e diversos conteúdos do Canal+ 1, excepto eventos desportivos.
O Canal+ 2 transmitia através da plataforma Canal+, tanto através do Astra e Hispasat como na TDT, até 19 de dezembro de 2011.

## História
Em 31 de agosto de 1997, com a chegada do Canal Satélite Digital, a primeira plataforma digital da Sogecable, foram criadas duas versões do Canal+ com horários de programação diferentes para compor o pacote "premium" do operador. A estes canais foram atribuídos os nomes Canal+ Azul e Canal+ Rojo.
Posteriormente, com o nascimento da Digital+ (actualmente Movistar+) como resultado da fusão do Canal Satélite Digital com a Vía Digital, a Sogecable reformou os seus canais. Entre os afectados encontram-se o Canal+ Rojo e o Canal+ Azul, que em conjunto se tornaram Canal+ 2 em 21 de julho de 2003. Além disso, foram criados canais pagos para filmes e desporto.
O Canal+ 2 foi criado para fornecer uma nova programação para os conteúdos do Canal+, bem como para servir de janela de cinema para quando o Canal+ emitia outros tipos de conteúdos.

### O passo para a TDT
Durante a semana de 19 de Julho a 25 de Julho de 2010, a Engel, distribuidora de produtos electrónicos, anunciou no seu site que, até 16 de agosto, as unidades limitadas dos produtos a comercializar pela Prisa TV (actual denominação da Sogecable) poderão ser reservadas para a televisão por subscrição sob a denominação "Canal+ Dos". Após a notícia ter sido divulgada em vários fóruns, espalharam-se rumores de um novo canal de entretenimento para TDT sob a marca Canal+, uma vez que em janeiro de 2010 foi anunciado que 40 latinos deixariam de emitir em sinal aberto até 23 de agosto de 2010.
Finalmente, uma semana antes do lançamento, como já anunciado pela Engel, a Prisa TV confirmou num comunicado de imprensa que, após muita especulação, o Canal+ 2 seria transformado no Canal+ Dos para fazer a transição para a TDT com conteúdos novos e diversificados.
O Canal+ 2 foi lançado na TDT em 23 de agosto de 2010, substituindo 40 Latino Este canal foi criado pela Prisa TV quando obteve três slots no multiplex da Mediaset España Comunicación para emitir na televisão digital terrestre nacional. Isto aconteceu após a fusão entre a Telecinco e a Cuatro. O espaço cedido à Prisa TV foi gerido para emissões pagas, através das quais transmitiu o Canal+ Dos.
Inicialmente fizeram uma oferta de lançamento em que, para os assinantes da TDT Premium, emitiam gratuitamente os primeiros dois meses. A taxa é de 15 euros por mês com 12 meses de permanência sem penalização.
O Canal+ 2 deixou de emitir na TDT em 19 de dezembro de 2011 devido ao pouco sucesso da TDT Premium e ao baixo número de subscritores que o canal tinha. Foi substituído pelo Energy, o canal de televisão aberta masculino da Mediaset España, embora o Canal+ 2 tenha continuado a emitir no Canal+ no mostrador 2.
Para além das retransmissões do Canal+, tinha uma programação própria e servia como uma nova janela, como foi o caso da UEFA Champions League, para os conteúdos televisivos da Prisa e para programas ou séries que não tinham lugar no Canal+ 1, incluindo também pequenos blocos de programação do Canal+ Xtra.
Em 8 de julho de 2015, após o nascimento da Movistar+, o canal foi relançado como Canal+ Série Xtra. Um ano depois, em 1 de agosto de 2016, o sinal passou a se chamar Movistar Seriesmania, num ato de remoção da marca "Canal+", para que a Movistar não tivesse que pagar royalties à Vivendi, a empresa francesa proprietária da marca.